# Lavadero (Yamparáez)
Lavadero (auch Lavandero) ist eine Ortschaft im Departamento Chuquisaca im südamerikanischen Andenstaat Bolivien.

## Lage im Nahraum
Lavadero ist eine Ortschaft im Kanton Yamparáez im Municipio Yamparáez in der Provinz Yamparáez. Die Ortschaft liegt auf einer Höhe von 3021 m am östlichen Rand der Hochfläche von Yamparáez auf der kontinentalen Wasserscheide zwischen den Flusssystemen des Amazonas und des Río de la Plata.

## Geographie
Lavadero liegt zwischen dem Altiplano und dem bolivianischen Tiefland im Höhenzug der bolivianischen Cordillera Central. Das Klima ist ein kühl-gemäßigtes Höhenklima mit typischem Tageszeitenklima, bei dem die Temperaturunterschiede im Tagesverlauf stärker schwanken als im Jahresverlauf.
Die Jahresdurchschnittstemperatur der Region liegt bei etwa 9 °C (siehe Klimadiagramm Tarabuco), die Monatsdurchschnittswerte schwanken zwischen 6 °C im Juli und 11 °C im November. Der Jahresniederschlag beträgt 600 mm und weist vier aride Monate von Mai bis August mit Monatswerten unter 10 mm auf, und eine deutliche Feuchtezeit von Dezember bis Februar mit Monatsniederschlägen zwischen 100 und 125 mm.

## Verkehrsnetz
Lavadero liegt in einer Entfernung von 38 Straßenkilometern südöstlich von Sucre, der Hauptstadt des Departamentos.
Durch Lavadero führt die 976 Kilometer lange Nationalstraße Ruta 6, die von Machacamarca im Departamento Oruro in südöstlicher Richtung über Llallagua nach Sucre und weiter über Yamparáez, Lavadero, Tarabuco und Zudáñez ins bolivianische Tiefland bis zur Grenze nach Paraguay führt.
Bei Lavadero zweigt eine Landstraße in südöstlicher Richtung von der Ruta 6 ab und folgt nach einigen Kilometern dem Flusslauf des Río Jatun Khakha bis zu seiner Mündung in den Río Pilcomayo bei Sotomayor.

## Bevölkerung
Die Einwohnerzahl der Ortschaft ist im vergangenen Jahrzehnt um fast die Hälfte angestiegen:
| Jahr | Einwohner         | Quelle       |
| ---- | ----------------- | ------------ |
| 1992 | keine Detaildaten | Volkszählung |
| 2001 | 142               | Volkszählung |
| 2012 | 205               | Volkszählung |
| 2024 |                   | Volkszählung |

Die Region weist einen hohen Anteil an Quechua-Bevölkerung auf, im Municipio Yamparáez sprechen 98,8 Prozent der Bevölkerung die Quechua-Sprache.